# 떨어지는 남자

9·11 테러 희생자 신원 미상 사망

떨어지는 남자(The Falling Man)는 AP 통신의 사진작가 리처드 드루(Richard Drew)가 9.11 테러 당시 뉴욕에 위치한 세계 무역 센터에서 떨어지는 남자를 찍은 사진이다. 이 이미지의 피사체는 북쪽 타워의 고층에 갇혀 있다가 화재와 연기를 피해 안전을 찾아 뛰어내렸다. 사진은 정확히 공격 당일 오전 9시 41분 15초에 촬영됐다.
이 사진은 2001년 9월 12일 국제 언론에 게재된 후 널리 비판을 받았으며 독자들은 이미지를 "불안하고, 냉혈하고, 끔찍하고, 가학적인 사진"이라고 평했다. 특히 너무 위험하게 촬영된 사진이었다. 처음부터 이 사진은 "감동을 주는 예술 작품", "포토저널리즘의 걸작" 등의 심사를 받았다.

## 배경
9.11 공격 동안 세계 무역 센터 내부와 뉴욕시 지상에서 사망한 2,996명의 희생자 중 일부는 최소 200명이 넘어지거나 뛰어내린 것으로 추정하고 있으며, 다른 추산에서는 약 100명 정도라고 추정한다. 관계부처 공무원들은, 세계무역센터가 붕괴되기 전에 건물에서 쫓겨난 사람들의 시신을 회수하거나 식별할 수 없었다. 뉴욕시 검시관은 9월 11일에 넘어져 사망한 사람들을 '투신'으로 분류하지 않는다고 밝혔다. 관계부처에 따르면 추락으로 사망한 희생자들은 "연기와 불길에 쫓겨나거나 날아갔다"고 한다.
9월 11일 아침, Drew는 AP 통신에 근무 중이었고 Bryant Park에서 열린 출산 패션쇼를 촬영했다. 그의 상관으로부터 공격에 대한 소식을 들은 Drew는 지하철을 타고 세계 무역 센터 근처에 있는 Chambers Street 지하철역으로 갔다. 그는 West와 Vesey 거리의 모퉁이에서 낮은 각도에서 떨어지는 남자 이미지를 찍었다고 말했다. 그는 일련의 시끄럽게 부서지는 소리가 콘크리트가 떨어지는 것이 아니라 땅에 부딪힌 사람들의 시체임을 깨닫고 8장의 사진을 차례로 찍었다. 그는 남쪽 타워의 붕괴로 인해 현장에서 대피하기 전에 타워에서 점프하는 사람들의 이미지를 10장에서 12장 사이의 다른 시퀀스로 촬영했다.
사진은 남자가 똑바로 쓰러져 있다는 인상을 준다. 그러나 그의 추락을 촬영한 일련의 사진은 그가 공중에 굴러다니는 것을 보여준다.

## 사진의 공개
이 사진은 2001년 9월 12일자 뉴욕 타임즈에서 7페이지를 게재된 것을 처음으로, 전 세계 신문에 게재되었습니다. 사진의 캡션에는 다음과 같이 쓰여 있었다. "세계무역센터 북쪽 타워에서 뛰어내린 사람이 머리보다 먼저 넘어진다. 비행기가 타워에 충돌한 직후 반복되는 끔찍한 광경이었다." 하지만 이 사진의 사용에 대한 비판과 분노 때문에 뉴욕 타임즈에는 딱 한 번만 등장했다. 6년 후, 해당 사진은 2007년 5월 27일자 뉴욕 타임스 북 리뷰에 등장했다.

## 피사체의 신분
나는 우리가 그가 누구인지 알아내려고 애쓰는 것이 아니라 그것을 보고 우리가 누구인지 더 알아내는 것이기를 바란다.
사진의 주체의 신원은 공식적으로 확인된 바 없다. 탑에 갇힌 수많은 사람들로 인해 12장의 사진에서 남자를 식별하기 어려웠다.

### 노르베르토 에르난데스
실종자 포스터를 본 피터 체니(Peter Cheney) 캐나다 국영 신문 글로브 앤 메일(Globe and Mail) 의 기자는 사진에 있는 남자가 106층에 위치한 레스토랑 윈도스 온 더 월드의 페이스트리 셰프인 Norberto Hernandez일 수 있다고 밝혔다. Hernandez의 가족 중 일부는 처음에는 Cheney의 의견에 동의하였으나, 전체 사진 시퀀스를 검토하고 그의 의복의 세부 사항을 확인한 후에 더 이상 확신하지 못했다.

### 조나단 브릴리
미국 언론인 Tom Junod이 작성한 이 사진에 대한 기사 "The Falling Man"은 에스콰이어 (잡지)의 2003년 9월호에 실렸다. 또한 동명의 다큐멘터리 영화로 각색되었다. 이 기사에서는 추락한 남자의 신원이 Windows on the World에서 근무한 43세의 사운드 엔지니어 Jonathan Briley로 밝혀졌다. 그의 형제 Alex는 1970년대 디스코그룹 Village People의 원래 멤버이다. Briley는 천식이 있었고 연기가 레스토랑에 쏟아지기 시작했을 때 자신이 위험에 처한 것을 알았다. 그는 처음에 그의 형제인 Timothy에 의해 식별되었다. 레스토랑의 수석 셰프인 마이클 로모나코(Michael Lomonaco)도 그의 체형과 옷차림을 보고 브릴리라고 말했다. 공개된 사진 속 폴링맨의 셔츠나 화이트 재킷은 터져 나와 브릴리가 자주 입던 셔츠와 비슷한 오렌지색 티셔츠를 드러냈다. Briley의 누나 Gwendolyn도 그가 희생자일 수 있다고 말했다. 그녀는 데일리 미러의 기자들에게 "처음 사진을 보았을 때 (중략) 키가 크고 날씬한 남자를 보았을 때 저 사람이 조나단 일 수 있다고 생각했다"고 밝혔다.

## 기타 사용
9/11: Falling Man은 사진에 관한 2006년 다큐멘터리 영화이다. 미국 영화감독 헨리 싱어(Henry Singer)가 만들고 뉴욕을 기반으로 활동하는 사진감독 리처드 누머로프(Richard Numeroff)가 촬영했다. 영화는 느슨하게 Junod의 Esquire 이야기를 기반으로 한다. 또한 사진작가인 Lyle Owerko의 떨어지는 사람들 사진에서 자료를 가져왔다. 2006년 3월 16일 영국의 텔레비전 네트워크인 채널 4에서 첫 방송을 시작했으며 2006년 9월 6일 캐나다 CBC 뉴스월드를 통해 북미 초연을 했으며 30개국 이상에서 방송되었다. 미국에서의 초연은 디스커버리 타임즈 채널에서 2007년 9월 10일 진행한 것이다.
Don DeLillo의 소설 Falling Man은 9/11 공격에 관한 것이다. 소설 속 '떨어지는 남자'는 사진 속 사건을 재현한 행위예술가다. DeLillo는 책의 이름을 지을 때 그림의 제목이 낯설었다고 말한다. 작가는 마구에 몸을 묶고 가시성이 높은 지역(고가도로와 같은)의 높은 구조물에서 뛰어내리며 떨어지는 사람 의 포즈를 취한다.